# Amtrak
Amtrak (sigle de l'AAR : AMTK) est une entreprise ferroviaire publique américaine, spécialisée dans le transport de voyageurs. Le nom d'Amtrak a été créé par la contraction des mots anglais AMerica et TRAcK (« la voie ferrée »). Sa dénomination officielle est National Railroad Passenger Corporation (Société nationale du transport ferroviaire de voyageurs), Amtrak étant son nom commercial.
Amtrak est née le 1er mai 1971 de la fusion des services voyageurs de 20 compagnies ferroviaires différentes. Amtrak a le statut d'entreprise commerciale mais est principalement détenue par le gouvernement fédéral des États-Unis. Amtrak a pour mandat de « fournir une mobilité ferroviaire interurbaine efficiente et efficace, consistant en un service de grande qualité, compétitif en temps avec les autres options de transport interurbain ».
Amtrak assure le transport de passagers de longue distance entre 500 gares dans 46 États des États-Unis, le district de Columbia, ainsi que dans trois provinces canadiennes. Les seuls États américains à ne pas être desservis par Amtrak sont l'Alaska — où le transport de passagers est assuré par Alaska Railroad —, Hawaï — où il n'existe pas de transport ferroviaire interurbain —, le Dakota du Sud et le Wyoming.
Amtrak n'est propriétaire que d'une petite partie des infrastructures qu'elle utilise. Ainsi 72 % de la distance parcourue par les trains d'Amtrak est réalisée sur des voies appartenant à des compagnies de fret, auxquelles Amtrak verse un droit d'utilisation. Ce fonctionnement, semblable à ce qui se fait en Europe depuis la libéralisation du rail n'est pas courant aux États-Unis, où les compagnies sont traditionnellement à la fois gestionnaire d'infrastructure et exploitant ferroviaire.

## Histoire

### Historique
Avant la mise en service d'Amtrak en 1971, le service ferroviaire de transport de passagers était assuré par des compagnies fournissant également des services de transport de marchandises, ce qui était une obligation donnée aux compagnies par le gouvernement. Mais l'activité est largement déficitaire (hormis certaines années exceptionnelles) et les pertes sont comblées par les bénéfices engrangés sur l'activité de transport de marchandises dans des proportions importantes.
Le graphique qui aurait dû être présenté ici ne peut pas être affiché car il utilise l'ancienne extension Graph, désactivée pour des questions de sécurité. Des indications pour créer un nouveau graphique avec la nouvelle extension Chart sont disponibles ici.

Voir ou modifier les données brutes du graphique.

### Création
Cette situation motive le gouvernement à se mobiliser. En 1970, Le Rail Passenger Service Act entérine la création d'Amtrak et prévoit que les compagnies ferroviaires peuvent se retirer du marché du transport de passagers, mais doivent participer à la fourniture en capital d'Amtrak selon une des trois règles suivantes (la compagnie peut choisir celle qui lui est le plus profitable) :
- 50% des pertes liées au trafic passagers de la compagnie sur l'année 1969 ;
- 100% des pertes liées au trafic passagers sur les lignes interurbaines sur l'année 1969 ;
- 200% des pertes liées au trafic passagers sur les lignes du schéma prévisionnel d'Amtrak sur l'année 1969.

Ce montant pouvait être réglé en liquidités, en équipement ou en obligations, en échange de quoi la compagnie devenait actionnaire d'Amtrak, ou considérait son investissement comme une perte fiscale. Seules quatre compagnies ont choisi de devenir actionnaires.
L'intérêt pour les compagnies est important car elles peuvent se retirer d'un marché déficitaire en échange d'équipements qui ne leur seront plus utiles, c'est pourquoi la plupart des compagnies acceptent ces conditions et payent la participation en équipement (principalement des voitures voyageurs). Le capital initial d'Amtrak ne comporte aucune voie ferrée, contrairement au schéma traditionnel d'une compagnie ferroviaire en Amérique du Nord.
Le service d'Amtrak commence le 1er mai 1971, permettant à 20 compagnies ferroviaires de se retirer du marché. Le gouvernement lui donne pour mandat de « fournir une mobilité ferroviaire interurbaine efficiente et efficace, consistant en un service de grande qualité, compétitif en temps avec les autres options de transport interurbain ».

### Difficultés dans les années 1990

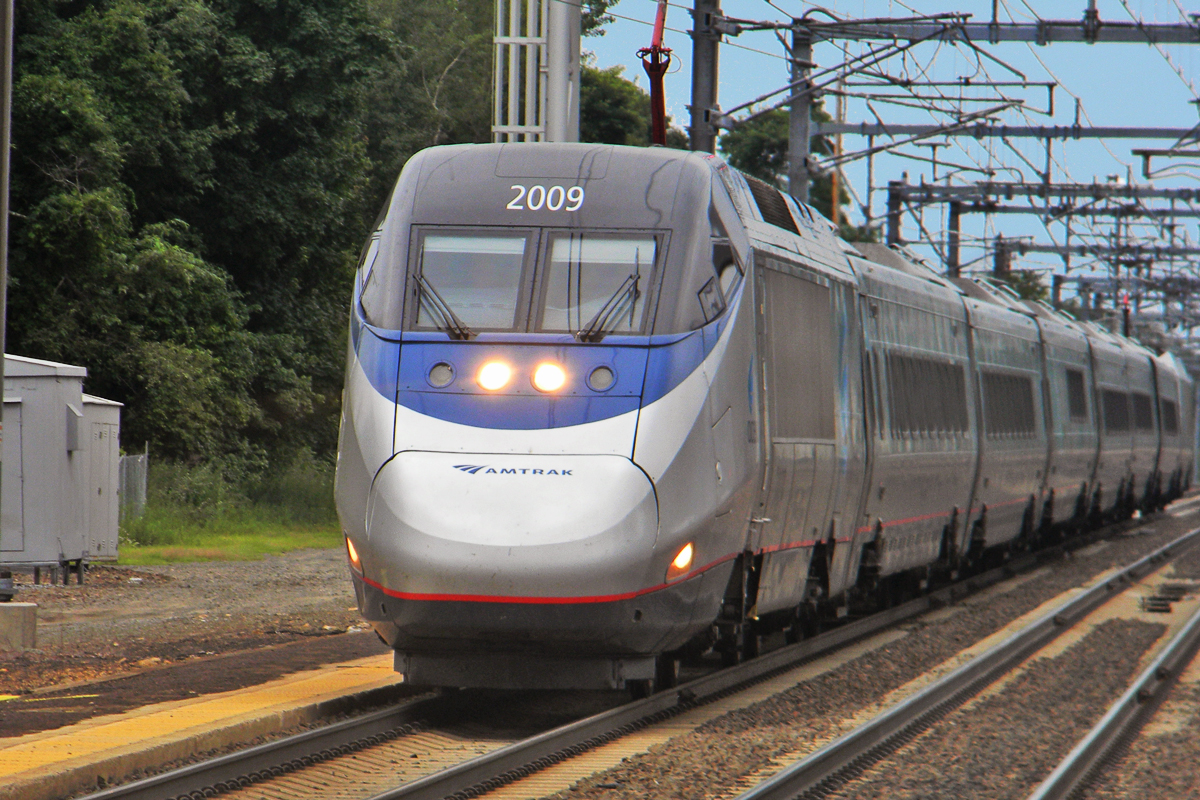
Le service à grande-vitesse Acela Express est lancé en décembre 2000.

Amtrak connaît une situation financière dégradée dans les années 1990. Le Congrès, à majorité républicaine, réduit les subventions accordées à l'entreprise à partir du milieu de la décennie.
La compagnie annonce un premier plan de restructuration en 1994 qui prévoit la fermeture de 20 % des lignes et 2 000 suppressions d'emplois. Ce plan avait amélioré la situation financière de l'entreprise mais la poursuite des baisses de subventions dans les années subséquentes ne permirent pas de rétablir complètement l'équilibre financier.
Amtrak lance le projet de ligne à grande vitesse entre Boston et New York en 1994, l'Acela Express. Le projet prévoyait initialement une ligne avec 26 trains circulant à plus de 200 km/h et qui devait ouvrir en octobre 1996. Deux consortiums se forment pour répondre à l'appel d'offre lancé par Amtrak :
- Le premier est formé par Siemens, AEG et General Motors[6]
- Le second (qui remporte le contrat en mars 1996) est formé par le français GEC-Alsthom et le canadien Bombardier[7].

Le contrat final prévoit la fourniture de 18 trains (dérivés du TGV) circulant à 240 km/h pour un total de 3 milliards de francs (soit 600 millions d'euros actuels). Du fait des difficultés financières d'Amtrak, le contrat prévoit un mode de financement particulier basé sur un contrat de type crédit-bail. Cependant le consortium se déclare satisfait d'avoir remporté ce marché jugé stratégique.
En août 1996 un deuxième plan de restructuration est annoncé. Celui-ci comprend la fermeture de 42 gares, la suspension du service sur 4 lignes et la suppression de 600 postes. En contrepartie le service est renforcé sur plusieurs lignes au départ de New York, Chicago, La Nouvelle-Orléans et San Francisco.
Quelques jours après les Attentats du 11 septembre 2001, Amtrak fait une demande d'aide d'urgence de 3 milliards de dollars au gouvernement pour améliorer son réseau. Les conséquences des attentats sur le secteur aérien amenant un surcroît de passagers, le président d'Amtrak, George Warrington, explique que cette aide est vitale pour permettre à l'entreprise de se développer et de renforcer la protection de son réseau.
Amtrak est dans une situation financière extrêmement critique au cours de l'année 2002 après une perte de 1,1 milliard de dollars en 2001. David Gunn, son président depuis mai 2002, obtient du département des Transports un prêt de 100 millions de dollars en juin 2002 (accompagné d'une promesse de financement de 170 millions). Dans un contexte de dégradation rapide de sa situation financière, la découverte en août de fissures dans les systèmes de suspension de trois locomotives Acela Express force Amtrak à suspendre intégralement son service sur le corridor du nord-est.

## Fonctionnement

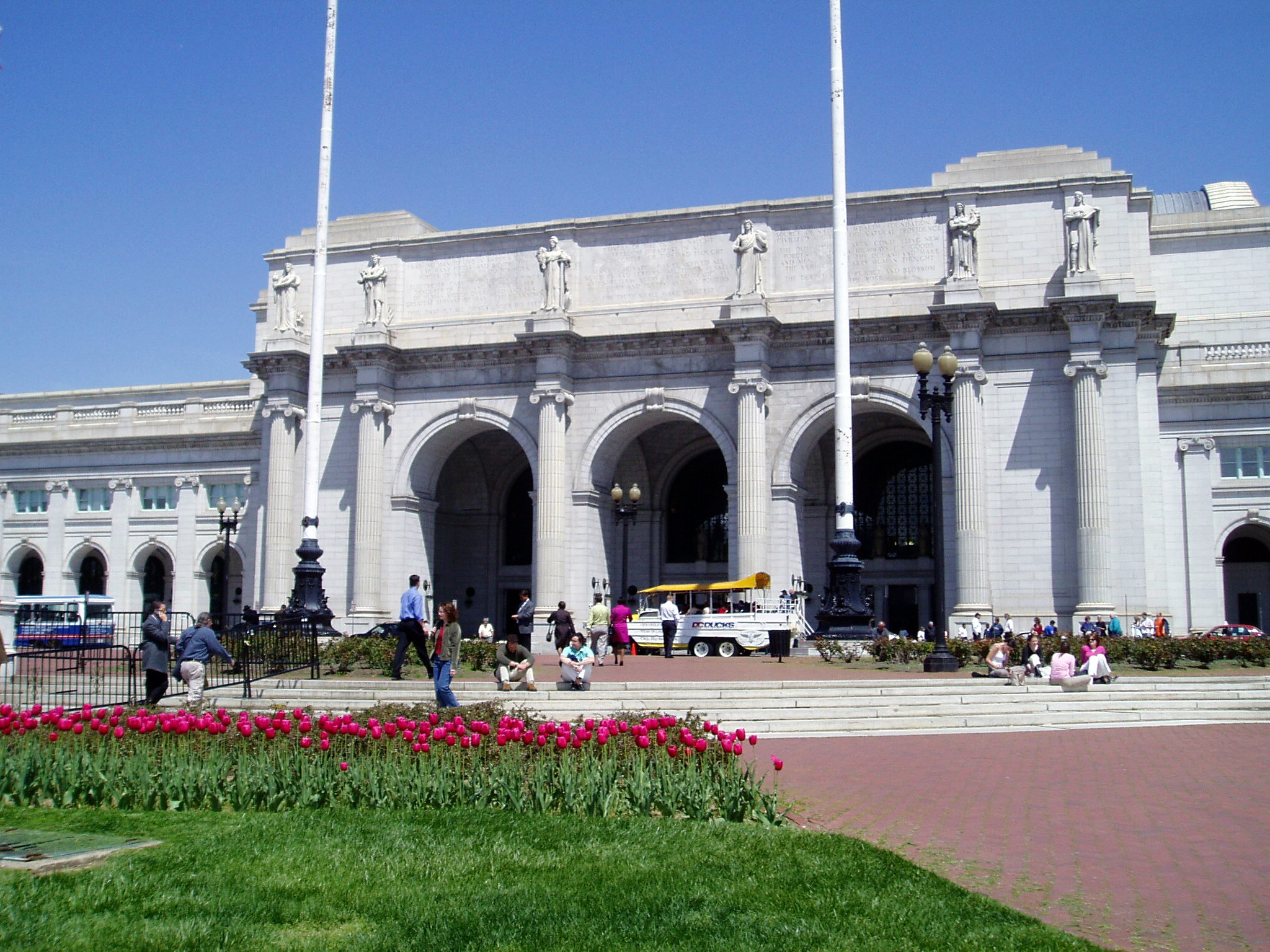
Union Station, le siège social d'Amtrak.

Amtrak est une entreprise ferroviaire au statut d'entreprise commerciale, principalement détenue par le gouvernement fédéral des États-Unis. Amtrak n'est propriétaire que d'une faible partie des voies ferrées que ses trains empruntent. En 2021, 72% de la distance parcourue par les trains d'Amtrak a été réalisée sur des voies appartenant à des compagnies de fret, auxquelles Amtrak verse des droits d'utilisation. Ce fonctionnement, semblable à ce qui se fait en Europe depuis la libéralisation du rail, n'est pas courant aux États-Unis où les compagnies sont traditionnellement à la fois gestionnaire d'infrastructure et exploitant ferroviaire. Ce fonctionnement oblige Amtrak a négocier les horaires de passage de ses trains avec les compagnies de fret et l'utilisation de voies de fret est souvent mal adapté au trafic de voyageurs (confort et vitesse notamment).
Pour réaliser ses opérations de gestionnaire de réseau et d'exploitant, Amtrak emploie plus de 20 000 salariés.
Amtrak offre la possibilité à des propriétaires privés d'attacher leur propre voiture aux trains entre certains endroits pour visiter l'Amérique du Nord.

### Résultats financiers
Amtrak n'est pas une entreprise rentable, et perçoit des subventions prévues par le "Passenger Rail Investment and Improvement Act" de la part de 17 États pour assurer 28 lignes de courte distance (moins de 1 200 km). Le gouvernement fédéral participe lui aussi dans le financement public de la compagnie qui atteint au total plus de 1,3 milliard de dollars.
Depuis sa création en 1971, Amtrak n'a pas connu une seule année avec des résultats financiers positifs.
Le graphique qui aurait dû être présenté ici ne peut pas être affiché car il utilise l'ancienne extension Graph, désactivée pour des questions de sécurité. Des indications pour créer un nouveau graphique avec la nouvelle extension Chart sont disponibles ici.

Voir ou modifier les données brutes du graphique.
Le financement d'Amtrak par les états et le gouvernement suscite de nombreux débats. La fracture est d'autant plus politique que les districts démocrates sont mieux desservis (plus urbains) que les districts républicains, ce qui se ressent dans le vote des budgets alloués au soutien d'Amtrak, traditionnellement mieux soutenu par les démocrates. En 2025, Elon Musk à la tête du DOGE suggère qu'une privatisation d'Amtrak est envisagée.

### Police ferroviaire

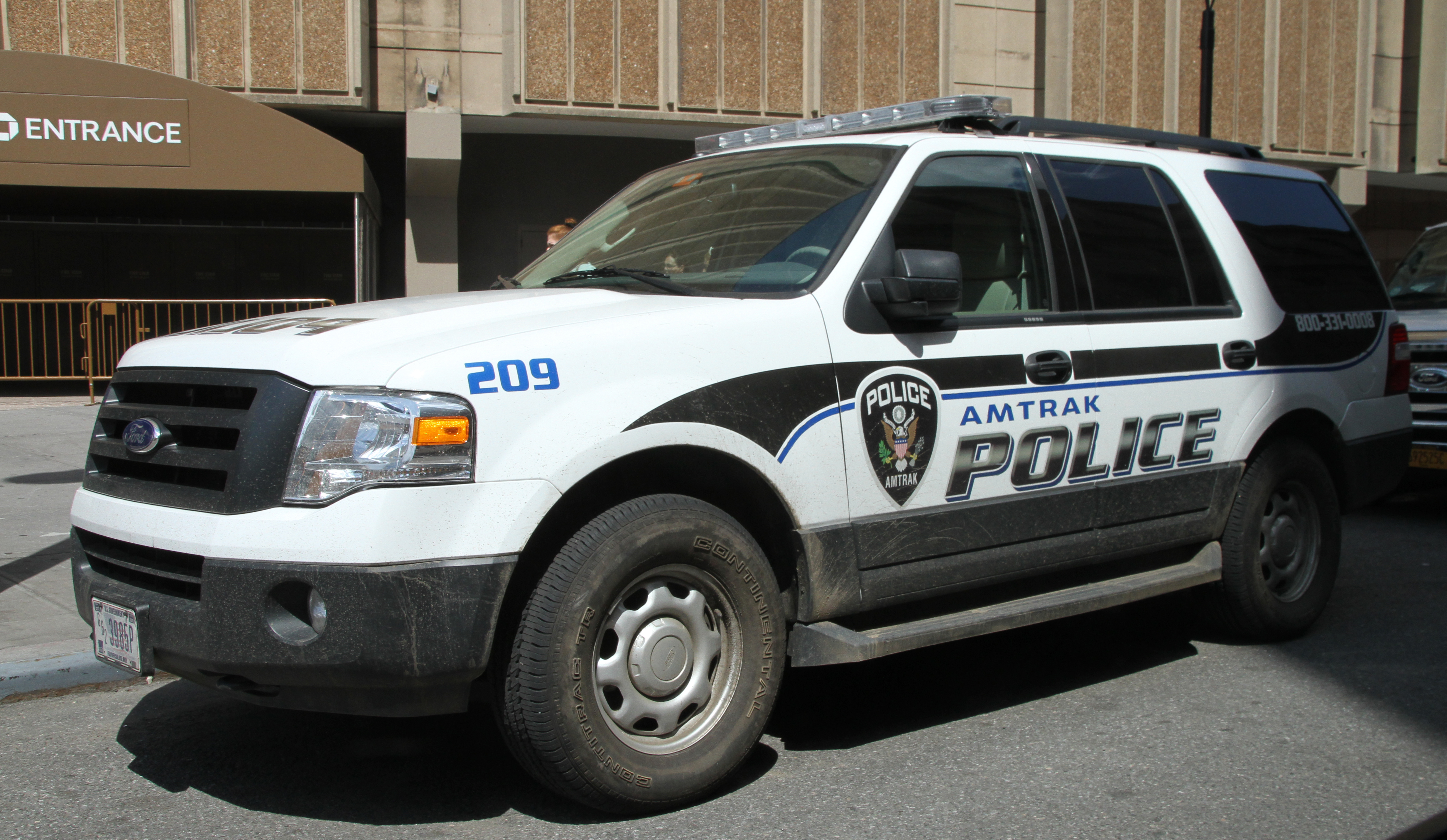
SUV de la police d'Amtrak.

Semblable à la Surveillance Générale de la SNCF (SUGE) en France, le Département de police d'Amtrak (Amtrak Police Department (en)) emploie, en 2020, 452 agents de police servant pour 25 d'entre eux au sein d'unités d'intervention spéciales ou encore pour des unités K-9 (canines). Ces policiers procèdent à l'inspection aléatoire de passagers et de bagages à main et enregistrés mais surtout à des vérifications de sécurité à bord des trains et à des vérifications de l'identité des voyageurs,.

## Service

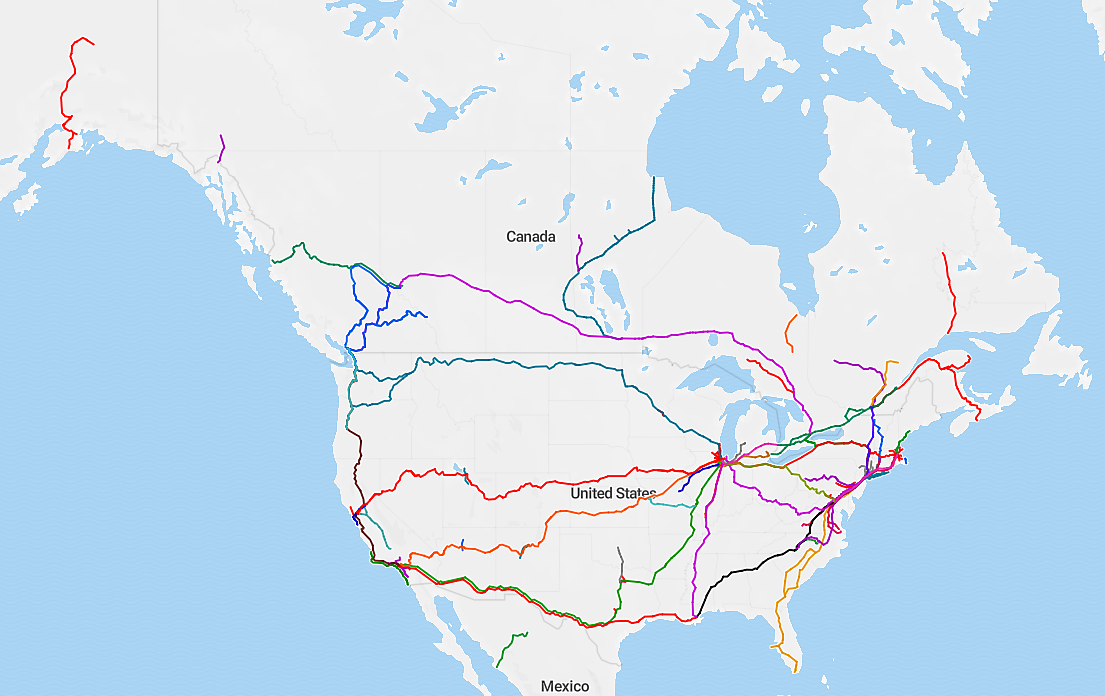
Trains de voyageurs en Amérique du Nord (carte interactive).

Amtrak assure un service de transport ferroviaire de passagers entre 500 gares situées dans 46 États des États-Unis, le district de Columbia, ainsi que dans trois provinces canadiennes. Les seuls États américains à ne pas être desservis par Amtrak sont l'Alaska — où le transport de passagers est assuré par Alaska Railroad —, Hawaï — où il n'existe pas de transport ferroviaire interurbain —, le Dakota du Sud et le Wyoming.
Le service d'Amtrak exploite 35 400 kilomètres de lignes ferroviaires .

### Lignes

Réseau d'Amtrak en 2016.

En 2022, Amtrak opère 41 lignes ferroviaires interurbaines aux États-Unis et au Canada pour le transport de passagers, dont certaines sont saisonnières ou temporairement suspendues.
Les lignes d'Amtrak sont divisées en trois catégories :
- les lignes du corridor nord-est ;
- les lignes faisant l'objet de subventions de la part des États (ne traversant généralement pas de frontière entre États) ;
- les lignes de longue distance.

Certaines lignes sont orientées vers des usages réguliers. C'est notamment le cas des lignes du corridor nord-est qui maillent le territoire du BosWash, la plus grande mégalopole des États-Unis et qui cible principalement des navetteurs. Ainsi, les fréquences des lignes du corridor nord-est sont particulièrement élevées, et font de ce réseau le plus emprunté d'Amérique du Nord.
D'autres trains sont réputés pour leur attrait touristique car ils permettent de se déplacer tout en traversant des paysages parfois sauvages,.

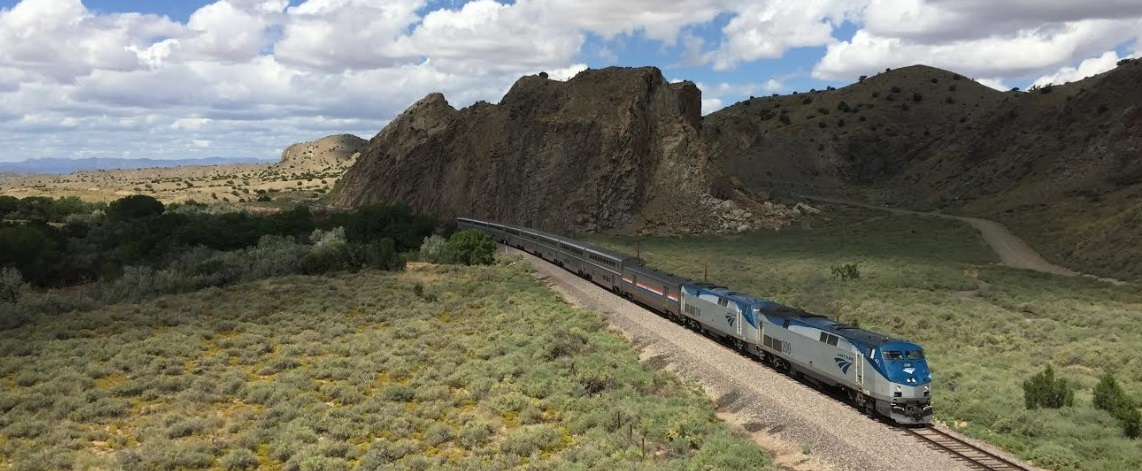
Southwest Chief près de Los Cerillos au Nouveau-Mexique en 2017.

### Corridor du Nord-Est
Le corridor du Nord-Est est l'une des zones les plus importantes du réseau Amtrak. C'est un ensemble de lignes électrifiées reliant Washington à Boston via New York. Ce corridor est largement composé de lignes appartenant à Amtrak, lignes acquises en 1976 lors de la liquidation de la compagnie Penn Central Transportation. Après cette acquisition, Amtrak teste sur cette ligne des locomotives européennes susceptibles de remorquer les rames de voitures de voyageurs, dont la X996 française d'Alstom. Amtrak possède, dans ce corridor et dans d'autres zones, un total de 1 175 kilomètres de lignes (dont 17 tunnels pour 48 kilomètres, et 1 186 ponts, incluant le célèbre Hell Gate Bridge, pour 68 kilomètres). Alors que dans la plupart des zones des États-Unis, Amtrak doit négocier les créneaux horaires avec les compagnies de fret propriétaires des réseaux, dans le corridor du Nord-Est, la coordination se fait avec les agences de transport public qui jouent le rôle d'autorités organisatrices au niveau des États ou des agglomérations.
Le corridor du Nord-Est est parcouru par des nombreuses lignes dont l'Acela Express, la ligne ferroviaire la plus rapide des États-Unis. Les trains de cette ligne atteignent 240 km/h sur une partie de son parcours (55 kilomètres sur 742). En moyenne, l'Acela parcourt le trajet de Washington à Boston à 170 km/h. Un projet de 2,2 milliards de dollars est en cours de réalisation pour augmenter les vitesses jusqu'à 300 km/h par endroit sur le parcours. Ce projet consiste notamment à remplacer le matériel roulant existant par des rames NextGen Acela, un train pendulaire produit par Alstom sous le nom d'Avelia Liberty, et à modifier sensiblement l'infrastructure pour permettre des pointes encore plus élevées.